# Allium chamaemoly
Ail petit Moly, Petit ail doré
Espèce
Allium chamaemoly, appelé Ail petit Moly ou Petit ail doré, est une espèce de plante bulbeuse du genre Allium, appartenant à la famille des amaryllidacées. On le rencontre sur le pourtour méditerranéen et dans les îles Baléares jusqu'à 400 mètres d'altitude.

C'est une plante assez rare et elle est protégée sur l'ensemble du territoire français métropolitain.

## Description
Allium chamaemoly, est un ail reconnaissable mais difficile à voir car il effectue son cycle en hiver, il est de petite taille et pousse au ras du sol. Dès le printemps il devient sec et donc invisible.

### Morphologie générale et végétative
Plante herbacée bulbeuse à tige souterraine formant une rosette de feuilles appliquées au sol. Elle n’excède pas 4 cm de hauteur. Les feuilles sont à longs poils soyeux sur le bord.

### Morphologie florale
Les fleurs blanches sont hermaphrodites et regroupées en ombelle simple, elles sortent juste au-dessus du sol. La floraison a lieu de décembre à mars. La pollinisation est entomogame.

### Fruit et graines
Le fruit est une capsule sphérique verdâtre, courte et pédonculée. La dissémination est barochore.

## Écologie et habitat
Allium chamaemoly est une plante vivace géophyte qui pousse dans les clairières des garrigues sèches du littoral et des îles. Habitat type : pelouses basophiles mésoméditerranéennes, mésoxérophiles.
Aire de répartition : méditerranéenne

## Images

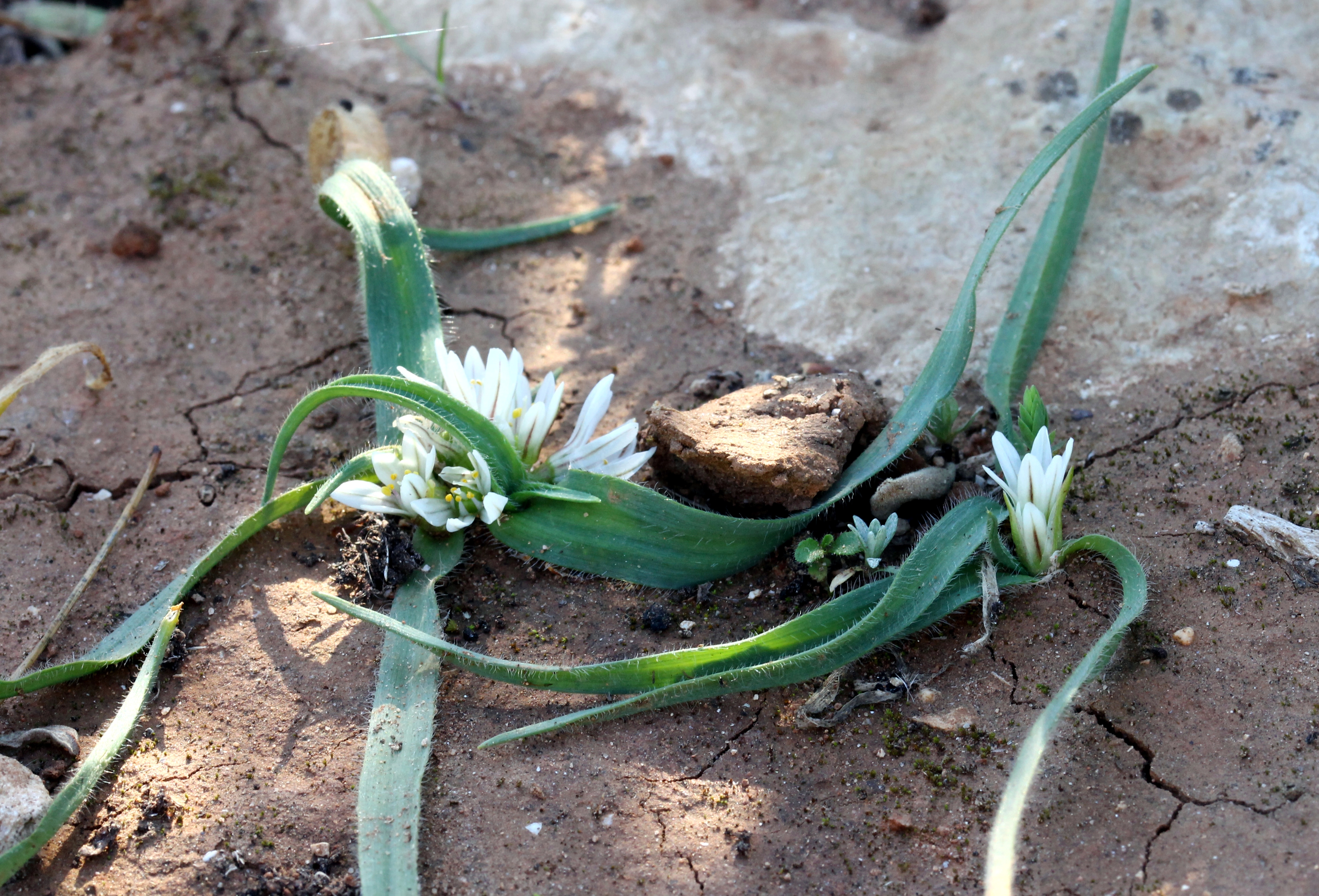
Allium chamaemoly sur pelouse sablonneuse
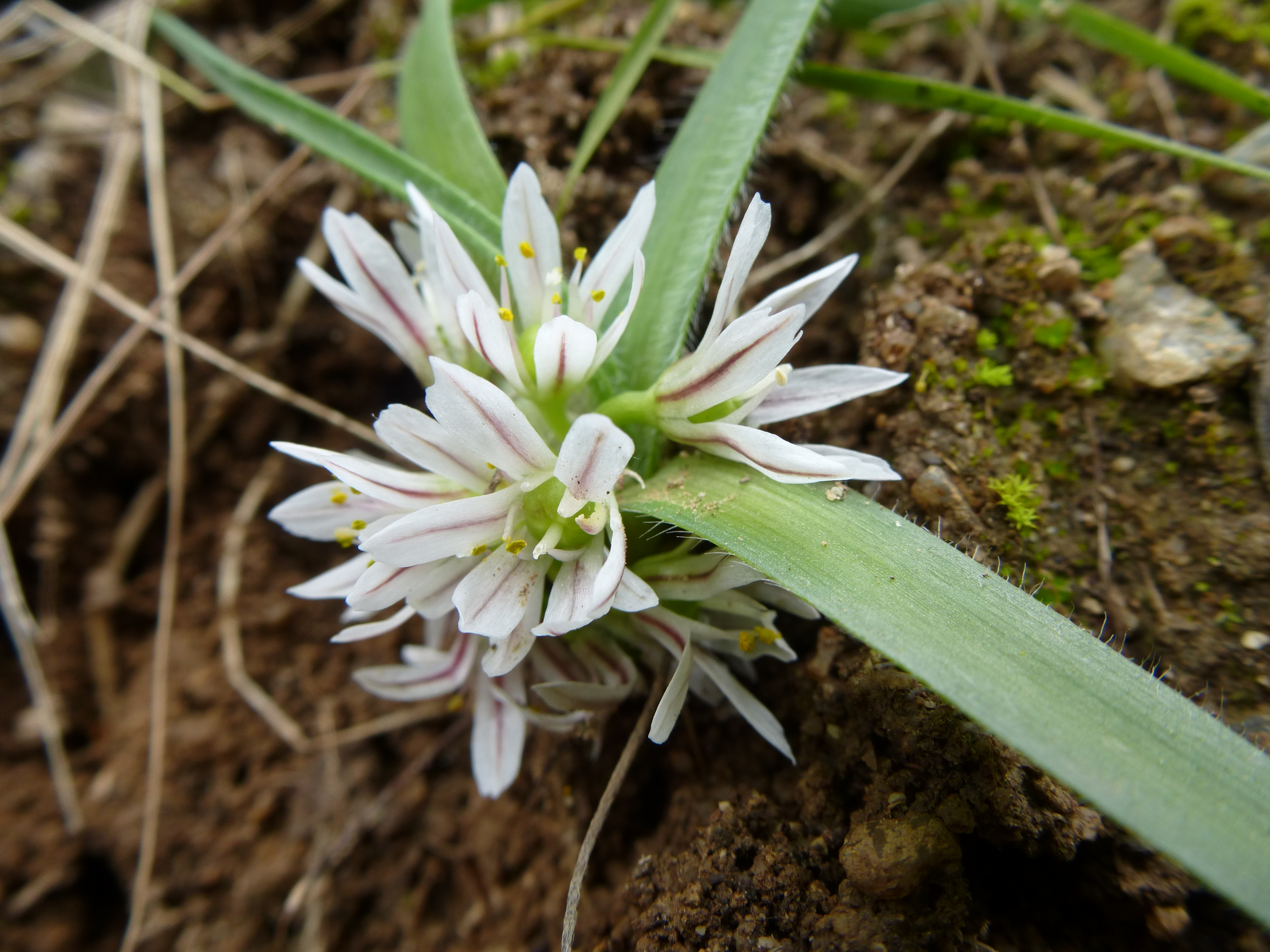
Allium chamaemoly, inflorescence